# König (lớp thiết giáp hạm)
Lớp thiết giáp hạm König là một lớp thiết giáp hạm dreadnought được Hải quân Đế quốc Đức chế tạo ngay trước Chiến tranh Thế giới thứ nhất; lớp bao gồm bốn chiếc König, Grosser Kurfürst, Markgraf, và Kronprinz.
Lớp König là một sự cải tiến đối với lớp thiết giáp hạm Kaiser dẫn trước; một trong những sự cải biến chính yếu là sự bố trí lại dàn pháo chính: lớp Kaiser trang bị mười khẩu pháo SK 30,5 xentimét (12,0 in) L/50 trên năm tháp pháo nòng đôi; một phía trước, hai phía sau theo kiểu bắn thượng tầng, và hai bên mạn phía giữa tàu. Đối với lớp König, một tháp pháo mạn được chuyển lên phía trước cấu trúc thượng tầng, trong khi tháp pháo mạn kia chuyển sang ngay trục giữa phía giữa tàu. Điều này cho phép có một góc bắn rộng hơn qua mạ̣n, khi cả mười khẩu pháo có thể khai hỏa trên một vùng rộng.
Là những tàu chiến mạnh mẽ nhất của Hạm đội Biển khơi Đức khi chiến tranh bùng phát vào năm 1914, lớp König đã hoạt động như một đơn vị duy nhất trong chiến tranh: Đội 5 thuộc Hải đội Chiến trận 3. Những chiếc trong lớp đã tham gia hầu hết các hoạt động của Hạm đội trong cuộc xung đột, kể cả trận Jutland, nơi chúng đóng vai trò tiên phong cho hàng chiến trận Đức. Tất cả chúng đều sống sót qua cuộc chiến tranh, và bị lưu giữ tại Scapa Flow vào tháng 11 năm 1918. Tất cả bốn chiếc đều đã bị đánh đắm vào ngày 21 tháng 6 năm 1919 khi Chuẩn Đô đốc Ludwig von Reuter không muốn người Anh chiếm lấy các tàu chiến của Hạm đội Biển khơi.

## Bối cảnh
Lớp thiết giáp hạm König được chấp thuận trong Tu chính thứ hai của Luật Hải quân Đức, vốn được thông qua vào năm 1908 như một đối sách cho sự cách mạng về kỹ thuật hải quân hình thành sau việc hạ thủy chiếc HMS Dreadnought của Hải quân Hoàng gia Anh vào năm 1906. Thế hệ dreadnought lớn hơn đáng kể, và do đó cũng đắt tiền hơn, so với những thiết giáp hạm tiền-dreadnought cũ hơn. Hậu quả là ngân sách cân đối cho Hải quân vào năm 1906 đã được sử dụng hết trước khi được bổ sung trở lại vào năm 1911. Cùng với việc bổ sung thêm ngân sách trong Tu chính luật 1908, tuổi đời hoạt động của các tàu chiến lớn cũng được rút ngắn từ 25 năm xuống còn 20 năm; điều này được thực hiện trong một nỗ lực buộc Quốc hội Đế chế Đức phải dành thêm ngân khoản cho các tàu chiến mới. Trong một cố gắng thúc đẩy Quốc hội thông qua Tu chính luật, Đô đốc Alfred von Tirpitz đã đe dọa sẽ từ chức khỏi vị trí Bộ trưởng Hảu quân. Do hậu quả từ tối hậu thư của von Tirpitz, luật được thông qua vào tháng 3 năm 1908 với một đa số lớn.
Việc rút ngắn tuổi đời hoạt động của tàu chiến đã đưa đến nhu cầu phải thay thế những chiếc hải phòng hạm thuộc các lớp Siegfried và Oldenburg cũng như lớp thiết giáp hạm Brandenburg. Trong Tu chính thứ nhất của Luật Hải quân năm 1906, Đô đốc von Tirpitz đã yêu cầu ngân khoản cho các thiết giáp hạm mới nhưng bị từ chối; giờ đây chúng được Quốc hội thông qua. Luật Hải quân cũng tăng thêm ngân sách hải quân một khoảng bổ sung 1 tỉ Mác. Sau khi bốn chiếc tàu frigate bọc thép lớp Sachsen được thay thế bởi bốn chiếc lớp Nassau và sáu chiếc hải phòng hạm lớp Siegfried được thay thế bởi lớp Helgoland và lớp Kaiser, những chiếc tiếp theo cần được thay thế là các thiết giáp hạm cũ Brandenburg. König và các tàu chị em được đặt hàng dưới những cái tên tạm thời S, Ersatz Kurfürst Friedrich Wilhelm, Ersatz Weissenburg và Ersatz Brandenburg.

## Thiết kế

### Các đặc tính chung

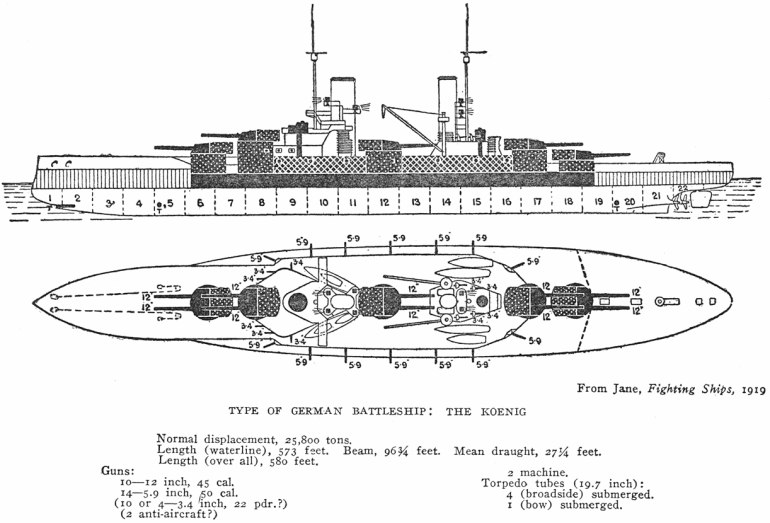
Sơ đồ và mặt cắt của lớp König, như được mô tả trong Jane's Fighting Ships 1919

Những chiếc trong lớp König có chiều dài 174,7 m (573 ft; 6.880 in) ở mực nước và chiều dài chung là 175,4 m (575 ft; 6.910 in). Với mạn thuyền rộng 29,5 m (97 ft), độ sâu của mớn nước trước mũi là 9,19 m (30,2 ft) và sau đuôi là 9,0 m (29,5 ft), chúng được thiết kế với trọng lượng choán nước thông thường là 25.796 t (25.389 tấn Anh), nhưng tải trọng tối đa trong chiến đấu lên đến 28.600 t (28.100 tấn Anh). Lườn tàu được cấu trúc từ những khung thép ngang và dọc, trên đó các tấm thép thân tàu được ghép lên bằng đinh tán. Lườn tàu có tất cả 18 ngăn kín nước, lớp đáy kép chiếm 88% chiều dài lườn tàu.
Hải quân Đức đánh giá những chiếc trong lớp tàu này "là những con tàu đi biển rất tốt." Chúng chịu đựng sự mất tốc độ đôi chút khi biển động, và khi bẻ bánh lái gắt, các con tàu mất cho đến 66% tốc độ và nghiêng trên 8°. Những chiếc thiết giáp hạm này có chiều cao khuynh tâm 2,59 mét (8,5 ft; 102 in). Grosser Kurfürst, Markgraf và Kronprinz mỗi chiếc có một thủy thủ đoàn tiêu chuẩn gồm 41 sĩ quan và 1095 thủy thủ; riêng König, trong vai trò soái hạm của Hải đội 3, được bổ sung thêm 14 sĩ quan và 68 thủy thủ. Các con tàu mang theo nhiều xuồng nhỏ, bao gồm một xuồng gác, ba xuồng chỉ huy, hai xuồng đổ bộ, hai xuồng yawl và hai xuồng nhỏ.

### Động lực
Nguyên thủy lớp thiết giáp hạm König được dự định vận hành bằng hai bộ động cơ turbine cho hai trục bên ngoài, trong khi trục giữa sẽ sử dụng một động cơ diesel MAN 6 xy lanh 2 thì cung cấp một công suất 12.000 shp (8,9 MW) ở tốc độ vòng quay 150 vòng mỗi phút. Tuy nhiên, việc phát triển động cơ diesel bị kéo dài, nên người ta quyết định chỉ trang bị động cơ diesel cho Grosser Kurfürst và Markgraf. Cuối cùng, động cơ diesel đã không được trang bị cho bất kỳ chiếc nào trong lớp König. Thay vào đó chúng được gắn ba bộ turbine hơi nước Parsons (cho König và Kronprinz), AEG-Vulcan (cho Grosser Kurfürst), hoặc Bergmann (cho Markgraf), vận hành bachân vịt ba cánh đường kính 3,8 m (12 ft; 150 in). Hơi nước được cung cấp từ ba nồi hơi đốt dầu và 12 nồi hơi đốt than đều của hãng Schulz-Thornycroft, hoạt động ở áp lực 16 atmosphere.
Hệ thống động lực được thiết kế có công suất chung 31.000 shp (23 MW); khi chạy thử máy các con tàu đạt được từ 41.400 đến 46.200 mã lực. Tốc độ dự định là 21 kn (39 km/h). Các con tàu có tầm xa hoạt động 8.000 nmi (15.000 km) ở tốc độ đường trường 12 kn (22 km/h), bị giảm còn 4.000 nmi (7.400 km) ở tốc độ 18 kn (33 km/h). Chúng mang theo tối đa 3.000 tấn than và 600 tấn dầu. Mỗi con tàu có hai bánh lái. Điện năng sử dụng trên tàu được cung cấp bởi bốn máy phát turbine và một cặp máy phát diesel, với tổng công suất điện là 2.040 kW ở điện thế 225 volt.

### Vũ khí

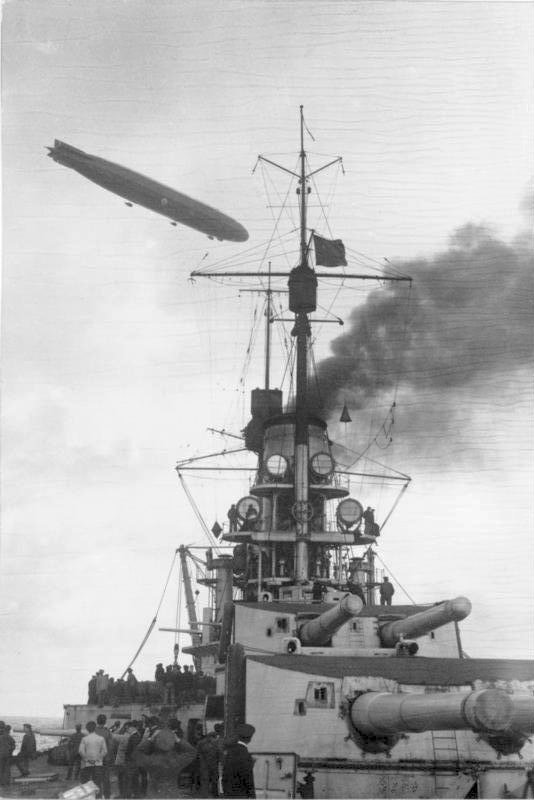
Các tháp pháo phía đuôi của Grosser Kurfürst

Những chiếc trong lớp König mang theo mười khẩu pháo SK 30,5 cm (12,0 in) L/50 đặt trên năm tháp pháo nòng đôi. Hai tháp pháo được bố trí bắn thượng tầng phía trước cấu trúc thượng tầng, tháp pháo thứ ba đặt ở giữa hai ống khói ngay trên trục giữa, còn tháp pháo thứ tư và thứ năm bắn thượng tầng phía đuôi tàu phía sau tháp chỉ huy đuôi. Mỗi tháp pháo có phòng tiếp đạn ngay bên dưới, nối liền với một thang nâng xoay được dẫn đến hầm đạn bên dưới. Các tháp pháo được vận hành bằng điện, nhưng các khẩu pháo được nâng bằng thủy lực. Trong một cố gắng nhằm giảm thiểu khả năng cháy, mọi thứ trong tháp pháo đều được làm bằng thép. Đây là một sự cải thiện so với lớp Kaiser khi cả mười khẩu pháo có thể bắn trên một góc rộng qua mạn tàu và bốn khẩu có thể bắn thẳng ra phía trước thay vì chỉ có hai như trên lớp Kaiser. Các khẩu pháo được cung cấp 900 quả đạn, tức 90 viên cho mỗi khẩu. Pháo 30,5 cm có tốc độ bắn 2 đến 3 quả đạn pháo xuyên thép nặng 405,5 kg (894 lb) mỗi phút, và được hy vọng có thể bắn đến 200 quả đạn trước khi cần được thay thế. Chúng cũng có khả năng bắn đạn phá nặng 405,9 kg (895 lb); cả hai loại đạn pháo đều có thể sử dụng hai loại liều thuốc phóng: liều RP C/12 chính đặt trong vỏ đồng nặng 91 kg (201 lb), và liều RP C/12 trước chứa trong bao lụa nặng 34,5 kg (76 lb). Thuốc phóng có thể cung cấp lưu tốc đầu đạn cho đến 855 m/s (2.805 ft/s). Các tháp pháo trên những chiếc thuộc lớp König thoạt tiên có thể nâng lên cho đến góc 13,5°, cho phép có được tầm bắn tối đa 16.200 m (17.700 yd); sau khi được cải biến, góc nâng của chúng tăng lên 16°, làm tăng tầm bắn tối đa tương ứng lên 20.400 m (22.300 yd).
Dàn pháo hạng hai của các con tàu bao gồm mười bốn khẩu pháo 15 cm (5,9 in) SK L/45 đặt trên các tháp pháo ụ MPL C/06.11 bố trí hai bên mạn của sàn trên. Những khẩu pháo này được dự định trong vai trò phòng thủ chống lại tàu phóng lôi đối phương, và được cung cấp 160 quả đạn pháo mỗi khẩu, tổng cộng 2.240 quả. Các khẩu pháo này có thể bắn mục tiêu ở cách xa 13.500 m (14.800 yd), và sau khi được cải biến vào năm 1915, tầm bắn được tăng lên 16.800 m (18.400 yd). Chúng có tốc độ bắn từ 5 đến 7 phát mỗi phút; đạn pháo nặng 45,3 kg (100 lb) được nạp liều thuốc phóng RPC/12 nặng 13,7 kg (30 lb) đặt trong vỏ đồng, cho một lưu tốc đầu đạn 835 m/s (2.740 ft/s). Tuổi thọ của nòng pháo được ước tính khoảng lần bắn trước khi cần phải thay thế.
Lớp König cũng mang theo sáu khẩu SK L/45 8,8 cm (3,5 in); tất cả đều được đặt trong tháp pháo ụ, và đều bố trí hai bên tháp chỉ huy phía trước và đều hướng ra trước. Chúng được cung cấp tổng cộng 1.200 quả đạn pháo, tức 200 quả mỗi khẩu, và có thể bắn 15 phát mỗi phút. Loại đạn phá bắn bởi kiểu pháo này nặng 10 kg (22 lb) và được nạp liều thuốc phóng RPC/12 3 kg (6,6 lb). Các khẩu pháo này có tuổi thọ nòng pháo khoảng 7.000 phát đạn. Kiểu pháo này sau đó được tháo dỡ, thay thế bằng bốn khẩu 8,8 cm SK L/45 phòng không, được bố trí hai bên tháp chỉ huy phía sau.
Theo thông lệ của các tàu chiến chủ lực vào thời đại dreadnought, các con tàu được trang bị năm ống phóng ngư lôi ngầm 50 cm (20 in), gồm một ống trước mũi và hai ống mỗi bên mạn tàu; chúng được cung cấp 16 quả ngư lôi. Ngư lôi này thuộc kiểu G7, dài 7,02 m (23,0 ft; 276 in) và được trang bị đầu đạn nổ nặng 195 kg (430 lb). Ở tốc độ 37 kn (69 km/h), ngư lôi có tầm hoạt động 4.000 m (4.400 yd); và nếu ở tốc độ 27 kn (50 km/h), tầm hoạt động được tăng lên hơn gấp đôi, đến 9.300 m (10.200 yd).

### Vỏ giáp
Những chiếc trong lớp König được bảo vệ bằng giáp thép Krupp, như là tiêu chuẩn dành cho mọi tàu chiến Đức đương thời. Đai giáp dày 350 mm (14 in) tại vùng thành trì trung tâm, nơi những thành phần thiết yếu nhất của con tàu được bố trí, bao gồm hầm đạn và các khoang động cơ. Độ dày của đai giáp mỏng dần ở những nơi ít quan trọng, còn 180 mm (7,1 in) phía mũi và 120 mm (4,7 in) phía đuôi tàu; bản thân mũi và đuôi tàu hoàn toàn không được vỏ giáp bảo vệ. Một vách ngăn chống ngư lôi dày 40 mm (1,6 in) chạy dọc suốt chiều dài lườn tàu, được đặt cách nhiều mét phía sau đai giáp chính. 
Sàn bọc thép chính có chiều dày đến 60 mm (2,4 in) ở hầu hết các nơi, được tăng lên 100 mm (3,9 in) tại các khu vực trọng yếu của con tàu.
Tháp chỉ huy phía trước được bảo vệ bằng lớp giáp mạnh; có các mặt hông dày 300 mm (12 in) và nóc dày 150 mm (5,9 in); tháp chỉ huy phía sau được bảo vệ kém hơn đáng kể, với các mặt hông dày 200 mm (7,9 in) và nóc dày 50 mm (2,0 in). Dàn pháo chính cũng được bảo vệ bằng lớp giáp mạnh: dày 300 mm (12 in) ở mặt bên và 110 mm (4,3 in) trên nóc. Các khẩu pháo 15 cm được bảo vệ bởi lớp giáp 170 mm (6,7 in) cho bệ và 80 mm (3,1 in) cho các tấm chắn.

## Chế tạo
König, chiếc dẫn đầu của lớp, được chế tạo tại Xưởng tàu Đế chế ở Wilhelmshaven dưới số hiệu chế tạo 33; nó được đặt lườn vào năm 1911, được hạ thủy vào ngày 1 tháng 3 năm 1913 và được đưa ra hoạt động cùng hạm đội vào ngày 9 tháng 8 năm 1914. Grosser Kurfürst là chiếc thứ hai trong lớp, nó được chế tạo tại xưởng tàu AG Vulcan ở Hamburg dưới số hiệu chế tạo 4; nó được đặt lườn vào năm 1911, được hạ thủy vào ngày 5 tháng 5 năm 1913 và được đưa ra hoạt động trước cả König, vào ngày 30 tháng 7 năm 1914. Markgraf được chế tạo tại xưởng tàu AG Weser ở Bremen dưới số hiệu chế tạo 186; nó cũng được đặt lườn vào năm 1911, được hạ thủy vào ngày 4 tháng 6 năm 1913 và được đưa ra hoạt động vào ngày 1 tháng 10 năm 1914, không lâu sau khi Thế Chiến I nổ ra. Kronprinz, chiếc cuối cùng trong lớp, được đặt lườn tại xưởng tàu Germaniawerft ở Kiel vào năm 1912; nó được hạ thủy vào ngày 21 tháng 2 năm 1914 và được đưa ra hoạt động chỉ chín tháng sau đó vào ngày 8 tháng 11.

## Lịch sử hoạt động

### Bắn phá Scarborough, Hartlepool và Whitby
Hoạt động lớn đầu tiên trong chiến tranh mà những chiếc thuộc lớp König tham gia là cuộc bắn phá Scarborough, Hartlepool và Whitby vào ngày 15-16 tháng 12 năm 1914. Nó được tiến hành chủ yếu bởi các tàu chiến-tuần dương thuộc Đội Tuần tiễu 1 dưới quyền Đô đốc Franz von Hipper, được những chiếc trong lớp König phối hợp cùng các lớp Nassau, Helgoland và Kaiser di chuyển hỗ trợ từ xa. Đô đốc Friedrich von Ingenohl, Tư lệnh Hạm đội Biển khơi Đức, quyết định chiếm lấy vị trí ở khoảng giữa Bắc Hải, cách 130 nmi (240 km) về phía Đông Scarborough.
Hải quân Hoàng gia Anh, trước đó đã bắt được các bảng mật mã Đức từ chiếc tàu tuần dương Magdeburg bị mắc cạn, nhận biết một chiến dịch đang được tiến hành, nhưng không biết chắc nơi lực lượng Đức sẽ tấn công. Vì vậy, Bộ hải quân Anh ra lệnh cho Hải đội Tàu chiến-tuần dương 1 dưới quyền Đô đốc David Beatty, sáu thiết giáp hạm thuộc Hải đội Chiến trận 2 cùng nhiều tàu tuần dương và tàu khu trục ngăn chặn các tàu chiến-tuần dương Đức. Tuy nhiên, hướng di chuyển lực lượng của Beatty hầu như đâm đầu thẳng vào toàn bộ Hạm đội Biển khơi. Lúc 6 giờ 20 phút, các tàu khu trục hộ tống cho lực lượng của Beatty bắt gặp xuồng phóng lôi Đức V155. Việc này đã dẫn đến một cuộc đối đầu lẫn lộn kéo dài hai giờ giữa các tàu khu trục Anh và lực lượng tàu tuần dương và tàu khu trục Đức, hầu hết ở khoảng cách rất gần. Vào lúc này của cuộc chạn trán đầu tiên, các thiết giáp hạm lớp König ở một vị trí cách các thiết giáp hạm dreadnought Anh không đầy 10 hải lý (19 km), hoàn toàn nằm trong tầm bắn; nhưng trong bóng đêm, các đô đốc của cả Anh lẫn Đức đều không thể nhận biết thành phần của hạm đội đối phương. Đô đốc Ingenohl, không dám bất tuân chỉ thị của Kaiser (Hoàng đế Đức) rằng không được mạo hiểm hạm đội chiến trận khi không có sự chấp thuận rõ ràng, kết luận rằng hạm đội của ông đang phải đối đầu với lực lượng hộ tống của toàn bộ Hạm đội Grand Anh Quốc, và 10 phút sau khi bắt gặp đối phương, ông ra lệnh bẻ lái sang mạn phải theo hướng Đông Nam. Các cuộc tấn công tiếp nối đã làm chậm trễ việc đổi hướng, nhưng đến 6 giờ 42 phút, nó được tiến hành. Trong khoảng 40 phút, hai hạm đội di chuyển theo một hướng song song; và đến 7 giờ 20 phút, Ingenohl ra lệnh bẻ lái hơn nữa sang mạn phải, đưa các con tàu của mình theo một hành trình quay về vùng biển Đức.

### Bắn phá Yarmouth và Lowestoft
Những chiếc trong lớp Königđã tham gia một cuộc bắn phá khác xuống bờ biển Anh Quốc, một lần nữa hỗ trợ cho các tàu chiến-tuần dương của Đội Tuần tiễu 1. Các tàu chiến-tuần dương khởi hành từ Jade Estuary lúc 10 giờ 55 phút ngày 24 tháng 4 năm 1916, và phần còn lại của Hạm đội Biển khơi lên đường tiếp theo lúc 13 giờ 40 phút. Tàu chiến-tuần dương Seydlitz trúng phải một quả thủy lôi trên đường đi đến mục tiêu, nên bị buộc phải rút lui. Các tàu chiến-tuần dương khác tiến hành bắn phá Lowestoft mà hầu như không gặp sự kháng cự, nhưng trên đường đi đến Yarmouth, chúng đụng độ với các tàu tuần dương Anh thuộc Lực lượng Harwich. Một cuộc đấu pháo ngắn ngủi diễn ra trước khi Lực lượng Harwich rút lui. Các báo cáo về hoạt động của tàu ngầm Anh tại khu vực đã buộc Đội Tuần tiễu 1 phải rút lui. Vào lúc này, Đô đốc Reinhard Scheer nhận được cảnh báo về việc Hạm đội Grand đã khởi hành từ căn cứ của chúng ở Scapa Flow, ông ra lệnh rút lui về vùng biển Đức an toàn hơn.

### Trận Jutland
Bốn chiếc trong lớp đã tham gia cuộc xuất quân của hạm đội vốn đã đưa đến trận Jutland vào ngày 31 tháng 5-1 tháng 6 năm 1916. Hoạt động này là một nỗ lực lặp lại các kế hoạch trước đây dự định thu hút một phần Hạm đội Grand để tiêu diệt chúng. König, Grosser Kurfürst, Markgraf cùng với Kronprinz hình thành nên Đội 5 trực thuộc Hải đội Chiến trận 3, là đơn vị đi tiên phong của hạm đội. Ngay phía sau chúng l̀à những chiếc lớp Kaiser thuộc Đội 6 của Hải đội Chiến trận 3, rồi tiếp theo là những chiếc lớp Helgoland và Nassau thuộc Hải đội Chiến trận 2, và sau cùng là các thiết giáp hạm tiền-dreadnought lớp Deutschland già cỗi thuộc Hải đội Chiến trận 1.
Không lâu trước 16 giờ 00 giờ Trung Âu, các tàu chiến-tuần dương thuộc Đội Tuần tiễu 1 đối đầu với Hải đội Tuần chiến-Tuần dương 1 Anh Quốc dưới quyền chỉ huy của Đô đốc David Beatty. Các lực lượng đối địch bắt đầu một cuộc đấu pháo, vốn đã đưa đến việc phá hủy chiếc HMS Indefatigable không lâu sau 17 giờ 00, rồi đến lượt HMS Queen Mary không đầy nữa giờ sau đó. Vào lúc này, các tàu chiến-tuần dương Đức di chuyển về phía Nam nhằm thu hút các tàu chiến Anh về phía lực lượng chủ lực của Hạm đội Biển khơi. Đến 17 giờ 30, thiết giáp hạm Đức dẫn đầu König nhìn thấy cả Đội Tuần tiễu 1 của Đức bên mạn phải và Hải đội Tàu chiến-tuần dương 1 của Anh bên mạn trái. Đến 17 giờ 45 phút, Scheer ra lệnh bẻ lái 2 point (22,5°) sang mạn trái để đưa các con tàu của ông đến gần hơn các tàu chiến-tuần dương Anh. Lệnh khai hỏa được đưa ra chỉ một phút sau đó.

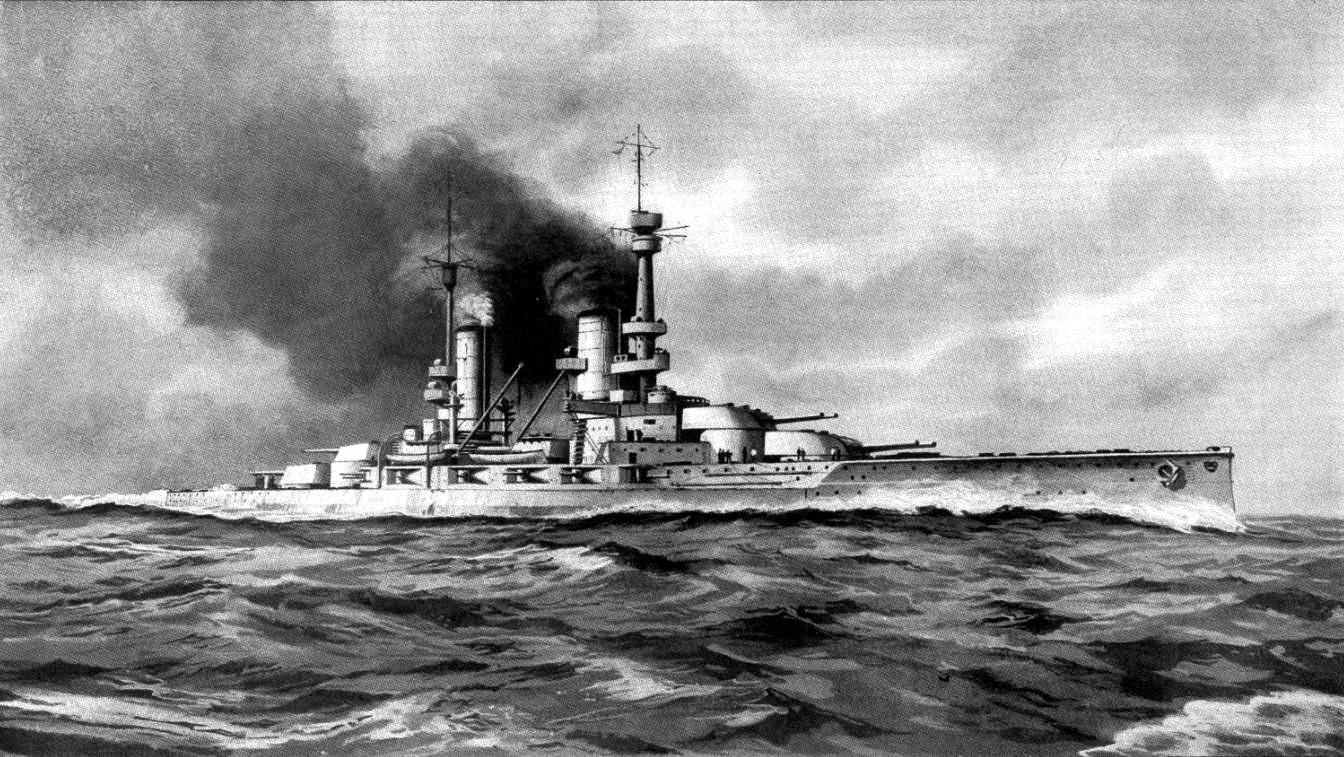
Thiết giáp hạm König trên đường đi

König, Grosser Kurfürst và Markgraf là những chiếc đầu tiên đến được tầm bắn hiệu quả, chúng đã tuần tự đối đầu với các tàu chiến-tuần dương Lion, Princess Royal và Tiger tương ứng ở khoảng cách 21.000 yd (19.000 m). Loạt đạn pháo đầu tiên của König đã không với tới mục tiêu, nên nó chuyển hỏa lực sang chiếc tàu chiến Anh ở gần nhất là Tiger. Cùng một lúc, các chiếc dẫn đầu thuộc lớp König đã nổ súng vào các tàu khu trục Nestor và Nicator. Hai con tàu Anh đã tiếp cận hàng chiến trận Đức, và mặc dù chịu đựng một màn hỏa lực dày đặc, vẫn cơ động vào vị trí tấn công thuận tiện. Mỗi chiếc đã phóng hai ngư lôi nhắm vào König và Grosser Kurfürst, mặc dù tất cả đều bị trượt. Đáp trả lại, một quả đạn pháo hạng hai từ một trong các thiết giáp hạm đã đánh trúng Nestor làm hỏng phòng động cơ. Nó cùng với tàu khu trục Nomad bị đánh hỏng nằm chắn ngay hướng tiến của hàng chiến trận Đức. Cả hai chiếc tàu khu trục đều bị đánh chìm, và các tàu phóng lôi Đức đã dừng lại để vớt những người sống sót. Vào khoảng 18 giờ 00, bốn chiếc lớp König chuyển hỏa lực của chúng sang những thiết giáp hạm lớp Queen Elizabeth thuộc Hải đội Chiến trận 5 đang đến gần, cho dù cuộc đối đầu chỉ kéo dài trong một chốc do khoảng cách giữa hai bên đã mở rộng trở nên quá xa.
Vào khoảng 19 giờ 00, tàu tuần dương Wiesbaden, trước đó đã bị đối phương đánh bất động, bắt đầu chịu đựng hỏa lực từ lực lượng tuần dương nhẹ của Anh; vì vậy Scheer ra lệnh cho các con tàu của ông đổi hướng để hỗ trợ hầu có thể kéo con tàu. Một cách đồng loạt, các hải đội tuần dương nhẹ 3 và 4 của Anh bắt đầu một đợt tấn công bằng ngư lôi vào hàng chiến trận Đức; trong khi tiến đến đủ khoảng cách để phóng ngư lôi, chúng tấn công Wiesbaden bằng hỏa lực của dàn pháo chính. Những chiếc lớp König đã nhắm vào các tàu tuần dương Anh, nhưng việc chịu đựng hỏa lực pháo hạng nặng của thiết giáp hạm đối phương không đủ để đánh đuổi các tàu tuần dương Anh. Trong cuộc chiến hỗn loạn diễn ra sau đó, tàu tuần dương bọc thép Defence bị bắn trúng nhiều phát đạn pháo hạng nặng từ những chiếc dreadnought Đức. Một loạt đạn pháo đã xuyên thủng hầm đạn của con tàu, và một vụ nổ dữ dội sau đó đã phá hủy nó hoàn toàn.
Vào lúc Hạm đội Đức quay trở về vũng biển Jade, các thiết giáp hạm Nassau, Westfalen và Posen thuộc lớp Nassau cùng các chiếc Helgoland và Thüringen thuộc lớp Helgoland chiếm lấy các vị trí canh phòng bên ngoài vũng biển; trong khi các thiết giáp hạm Kaiser, Kaiserin và Prinzregent Luitpold thuộc lớp Kaiser đảm trách các vị trí phòng ngư bên ngoài các lối ra vào Wilhelmshaven. Bốn chiếc lớp König cùng các tàu chiến chủ lực khác còn trong tình trạng chiến đấu được tiếp đạn và tiếp nhiên liệu bên trong cảng.

### Các hoạt động tiếp theo
Trong đợt xuất quân của hạm đội vào ngày 18-19 tháng 8, Đội Tuần tiễu 1 được giao nhiệm vụ bắn phá thị trấn ven biển Sunderland nhằm lôi kéo và tiêu diệt các tàu chiến-tuần dương của Beatty. Do chỉ có Moltke và Von der Tann là hai tàu chiến-tuần dương Đức còn hoạt động được trong đội, ba thiết giáp hạm dreadnought được bổ sung cho đơn vị này trong chiến dịch: Markgraf, Grosser Kurfürst và chiếc thiết giáp hạm mới được đưa vào hoạt động Bayern. Đô đốc Scheer cùng phần còn lại của Hạm đội Biển khơi, bao gồm 15 chiếc dreadnought, sẽ theo sau bảo vệ. Phía Anh đã biết được kế hoạch của Đức và đã cho toàn bộ Hạm đội Grand xuất trận để đối đầu. Đến 14 giờ 35 phút, Scheer được cảnh báo về sự xuất hiện của Hạm đội Grand, và vì không muốn đối đầu với toàn bộ Hạm đội Grand chỉ mười một tuần sau khi trận Jutland kết thúc, nên đã quay mũi lực lượng của mình rút lui trở về các cảng Đức.

### Chiến dịch Albion
Vào đầu tháng 9 năm 1917, sau khi Đức chiếm được cảng Riga của Nga, Hải quân Đức quyết định xóa sổ lực lượng Hải quân Nga vốn còn đang trụ lại vịnh Riga. Nhằm mục đích này, Bộ Tổng Tư lệnh Hải quân (Admiralstab) vạch ra một chiến dịch tại quần đảo Moonsund, đặc biệt nhắm vào các khẩu đội pháo Nga trên bán đảo Sworbe thuộc Ösel. Ngày 18 tháng 9, mệnh lệnh được đưa ra cho một chiến dịch phối hợp Lục-Hải quân nhằm chiếm các đảo Ösel và Moon; lực lượng hải quân chủ yếu bao gồm soái hạm Moltke cùng với Hải đội Chiến trận 3 của Hạm đội Biển khơi, gồm có Đội 5 bao gồm bốn chiếc lớp König, vào lúc này được bổ sung thêm chiếc thiết giáp hạm mới Bayern, và Đội 6 bao gồm năm chiếc lớp Kaiser. Cùng với chín tàu tuần dương hạng nhẹ, ba chi hạm đội tàu phóng ngư lôi cùng nhiều tàu rải mìn và tàu quét mìn, toàn bộ lực lượng bao gồm khoảng 300 tàu chiến, được sự hỗ trợ của trên 100 máy bay và sáu khí cầu zeppelin. Lực lượng tấn công gồm khoảng 24.600 sĩ quan và binh sĩ. Đối đầu với lực lượng Đức là các thiết giáp hạm tiền-dreadnought cũ của Nga Slava và Tsarevitch, các tàu tuần dương bọc thép Bayan, Admiral Makarov và Diana, 26 tàu khu trục, nhiều tàu phóng lôi và pháo hạm, cùng một lực lượng đồn trú tại Ösel với khoảng 14.000 người cùng các khẩu đội pháo phòng thủ duyên hải.
Chiến dịch bắt đầu vào ngày 12 tháng 10, khi Moltke, Bayern và các chiếc lớp König cũng bắt đầu bắn phá các khẩu đội Nga trong vịnh Tagga. Cùng lúc đó, những chiếc trong lớp thiết giáp hạm Kaiser đối đầu với các khẩu đội pháo phòng thủ duyên hải tại bán đảo Sworbe; mục đích là nhằm đảm bảo eo biển giữa Moon và quần đảo Dagö, vốn sẽ ngăn chặn con đường rút lui duy nhất của các tàu chiến Nga trong vịnh. Cả Grosser Kurfürst lẫn Bayern đều bị trúng mìn trong lúc cơ động vào vị trí bắn phá; Grosser Kurfürst chỉ bị hư hại nhẹ, nhưng Bayern bị hư hại nặng đến mức phải rút lui về Kiel để sửa chữa.
Đến ngày 16 tháng 10, một phần hải đội tấn công được cho tách ra để quét sạch lực lượng hải quân Nga tại eo biển Moon, bao gồm hai thiết giáp hạm tiền-dreadnought. Nhằm mục đích này, König và Kronprinz cùng các tàu tuần dương Strassburg và Kolberg và một số tàu nhỏ được gửi đi đối phó với các thiết giáp hạm Nga. Chúng đến nơi vào sáng ngày 17 tháng 10, nhưng một bãi mìn rộng của Nga đã giữ chân các con tàu phía ngoài vịnh. Một điều bất ngờ xảy ra đối với phía Đức, khi họ nhận ra các khẩu pháo 30,5 cm từ các thiết giáp hạm Nga có tầm bắn xa hơn những khẩu 30,5 cm của chính họ; và người Nga tìm cách giữ khoảng cách đủ rộng để các tàu chiến Đức không thể bắn trả, trong khi vẫn nả pháo hiệu quả vào các đối thủ Đức. Nhiều lúc các con tàu Đức phải thực hiện cơ động lẩn tránh các loạt đạn pháo của Nga. Tuy nhiên, đến 10 giờ 00, các tàu quét mìn đã dọn sạch một lối đi ngang qua bãi mìn, và König cùng Kronprinz tiến vào vịnh. Hai chiếc dreadnought đã đối đầu với các tàu chiến Nga, König đấu pháo tay đôi với Slava trong khi Kronprinz nổ súng vào cả Slava lẫn tàu tuần dương Bayan. Các tàu chiến Nga bị bắn trúng nhiều lần, cho đến 10 giờ 30 phút, Đô đốc Mikhail Bakhirev tư lệnh lực lượng hải quân Nga ra lệnh cho chúng rút lui. Slava chịu đựng nhiều hư hại đến mức nó không thể di chuyển; nó bị đánh đắm và thủy thủ đoàn của nó triệt thoái trên một tàu khu trục.
Đến ngày 20 tháng 10, chiến dịch hải quân xem như hoàn tất; các tàu chiến Nga đã bị tiêu diệt hoặc buộc phải rút lui, và phía Đức đạt được những mục tiêu đề ra. Tuy nhiên, vào ngày 29 tháng 10, Markgraf trúng phải một quả mìn khi lực lượng Đức rút lui khỏi vịnh Riga.

### Số phận

Vị trí các con tàu Đức tại Scapa Flow khi bị đánh đắm

Sau khi đạt được thỏa thuận đình chiến vào tháng 11 năm 1918, phần lớn Hạm đội Biển khơi dưới quyền chỉ huy của Chuẩn Đô đốc Ludwig von Reuter bị lưu giữ tại căn cứ hải quân của Anh ở Scapa Flow trong suốt thời gian diễn ra cuộc đàm phán mà cuối cùng đã đưa đến Hiệp ước Versailles. Reuter tin rằng người Anh sẽ chiếm các con tàu Đức vào ngày 21 tháng 6, vốn là thời hạn mà Đức phải ký hiệp ước hòa bình. Không biết rằng thời hạn trên đã được lùi lại đến ngày 23 tháng 6, Reuter quyết định trong cơ hội sớm nhất sẽ đánh đắm các con tàu của ông. Sáng ngày 21 tháng 6, Hạm đội Anh rời Scapa Flow tiến hành các cuộc cơ động huấn luyện, Reuter nhân cơ hội ấy truyền đạt mệnh lệnh đánh đắm hạm đội lúc 11 giờ 20 phút.
Trong số bốn chiếc trong lớp, Kronprinz là chiếc bị đắm đầu tiên tại Scapa Flow lúc 13 giờ 15 phút. Grosser Kurfürst nối gót 15 phút sau đó lúc 13 giờ 30 phút. König chìm lúc khoảng 14 giờ 00, nhưng Markgraf chỉ chìm lúc 16 giờ 45 phút; nó là một trong những tàu chiến chủ lực bị chìm sau cùng; chỉ trước chiếc tàu chiến-tuần dương Hindenburg bị chìm sau đó lúc 17 giờ 00. Grosser Kurfürst được cho nổi trở lại vào ngày 29 tháng 4 năm 1938; nó được cho kéo đến Rosyth để tháo dỡ. Ba con tàu còn lại hiện vẫn còn nằm dưới đáy biển, mặc dù xác tàu đã được bán cho Anh vào năm 1962.